# Barbara (film, 2012)
Pour les articles homonymes, voir Barbara (homonymie).
Pour plus de détails, voir Fiche technique et Distribution.
Barbara est un film allemand réalisé par Christian Petzold et sorti en 2012.

## Synopsis
En 1980, un peu moins de dix ans avant la chute du Mur de Berlin : Barbara Wolff, chirurgienne-pédiatre, arrêtée pour subversion après avoir déposé une demande d'émigration, se retrouve contrainte d'abandonner ses fonctions au sein d'un prestigieux hôpital de la capitale (Berlin-Est). Elle travaille désormais dans une petite ville de la Baltique. Elle guette toujours une opportunité pour quitter la RDA, comptant sur l'aide de son amant habitant Düsseldorf, en Allemagne de l'Ouest. Mais la Stasi fait preuve d'une extrême vigilance.

## Fiche technique
- Titre du film : Barbara
- Réalisation : Christian Petzold
- Scénario : Christian Petzold, Harun Farocki
- Musique : Stefan Will
- Photographie : Hans Fromm - Couleurs
- Décors : K. D. Gruber
- Costumes : Annette Guther
- Son : Andreas Mucke-Niesytka
- Montage : Bettina Böhler
- Production : Dorissa Berninger, Andreas Schreitmüller, Florian Koertner von Gustorf, Michael Weber
- Sociétés de production : Schramm Film Koerner et Weber, ZDF, Arte
- Sociétés de distribution : Piffl Medien (Allemagne) ; Pyramide Distribution (France) ; Look Now (Suisse)
- Pays d'origine :  Allemagne
- Langue originale : allemand
- Durée : 105 minutes
- Dates de sortie :
  - Allemagne : 11 février 2012 (Berlinale) ; 8 mars 2012 (sortie nationale)
  - Autriche : 16 mars 2012
  - France : 2 mai 2012
  - Suisse : 2 mai 2012 (Suisse romande) ; 14 juin 2012 (Suisse alémanique)
  - Belgique : 12 septembre 2012
  - Canada : 22 février 2013

## Distribution
- Nina Hoss : Barbara Wolff
- Ronald Zehrfeld : André, le médecin chef de Barbara
- Rainer Bock : (VF : Gabriel Le Doze) : Klaus Schütz, l'homme de la STASI
- Christina Hecke : l'interne Schulze, collègue de Barbara et d'André
- Mark Waschke : Jörg, l'amant de Barbara
- Jasna Fritzi Bauer : Stella, la jeune patiente enceinte
- Peter Benedict : Gerhard, le collègue de Jörg
- Susanne Bormann : Steffi, la jeune maîtresse de Gerhard
- Rosa Enskat : Bungert, la gardienne
- Jannik Schümann : Mario, le jeune patient post-comateux
- Thomas Bading : l'accordeur de pianos

## Distinctions
- Berlinale 2012 : Ours d'argent du meilleur réalisateur pour Christian Petzold

## Autour du film
- « Le projet de Barbara est né d'une motivation d'abord autobiographique. J'ai grandi en Allemagne de l'Ouest, à Haan, une ville-dortoir située entre Düsseldorf, Solingen et Wuppertal. [...] Mes parents avaient fui la République démocratique allemande dans les années 1950, au moment où le pays subissait le renforcement du contrôle soviétique. [...] Chaque année, nous rendions visite à la famille en RDA. J'y avais une quarantaine de cousins et cousines ; c'était une très grande famille. Je me demandais toujours pourquoi mes parents étaient partis de ce pays, puisqu'ils y semblaient heureux. [...] Dans les années 1970, mon père est devenu un chômeur de longue durée pendant plus de trois ans. Cela le rendit alcoolique et dépressif. Il pensait retourner vivre en RDA, mais il prit conscience que cela ne constituait pas une alternative : il comprenait que la RDA était en train de mourir. Cette impression demeura toujours en moi. [...] Et il y eut Yella (en 2007) avec Nina Hoss qui se déroulait dans une région de l'ex-RDA. Cela me donna l'intuition que je pouvais tourner un vrai sujet sur la RDA. Les Allemands de l'Ouest disaient aux femmes de l'Est : "Si vous venez en RFA, vous pourrez dormir toute la journée et ne pas travailler." La réalité était évidemment différente [...] Je souhaitais que Barbara suggère cette complexité des mirages de l'Ouest », explique Christian Petzold[1].
- Plus concrètement, la complexité de la situation est traduite ainsi par le réalisateur : « Nous étions d'accord (le scénariste et moi) pour concevoir que cette femme (incarnée par Nina Hoss) était déchirée, comme l'était l'Allemagne entre la RFA et la RDA. Barbara est également partagée entre son devoir, sa responsabilité et son désir d'hédonisme ; entre son envie et sa profession. On retrouve ce schéma des contraires au sein d'un même personnage chez Alfred Hitchcock. Je ne voulais pas apporter de réponse à ce dilemme, mais maintenir cet équilibre. »[2]
- « Entre la tentation de la fuite et la responsabilité morale de la résistance, entre l'échappatoire individuelle et la naissance d'un amour, un hiatus se fait jour, un motif tragique se dessine dont on taira évidemment la résolution », écrit Jacques Mandelbaum[3].
- Résolution implicitement esquissée par Nicolas Bauche ( Positif ) : « Mais, au-delà [...] des envies d'Ouest qui se précipitent au-dessus des vagues menant vers le Danemark et du refus en bloc d'un système qui partout la cerne, Barbara est une histoire d'amour qui accepte finalement le prosaïsme du réel », dit-il, comparant l'héroïne du film à un personnage balzacien[4].
- D'une intrigue captivante, on retiendra « plutôt l'atmosphère que réussit à instaurer le réalisateur. [...] Un sens de l'économie remarquable, un usage délibéré de la répétition et une reconstitution à la fois méticuleuse et dépouillée du décor made in RDA permettent, en l'occurrence, à Christian Petzold d'instiller ce climat propre à la société totalitaire, où la suspicion généralisée règle les rapports sociaux et où l'abjection, domestiquée, devient pure affaire de routine. Cette terreur est d'autant plus efficacement suggérée que le réalisateur n'a pas cherché à effacer les éventuelles beautés qui les entourent, ni le charme bucolique dépeint dans une gamme chaude et automnale de la nature qui lui sert d'écrin. »[5]